# Halcyonair
Halcyonair était une compagnie aérienne capverdienne qui opérait les vols régionaux pour le compte de la TACV ; elle opérait avec deux ATR 42/300.

## Destinations
Au départ de Sal ;
- Boavista
- Maio
- Santiago
- Fogo
- Sao Nicolau
- Sao Vicente

Au départ de Santiago ;
- Sal
- Sao Vicente

## Flotte
Halcyonair celle opèrant avec 1 ATR 42-320.